# Cseke Benjámin
Cseke Benjámin (Budapest, 1994. július 22. –) magyar labdarúgó, a Vasas középpályása.

## Pályafutása

### Klubcsapatokban
2012-ben a Vasasnál kezdődött a profi labdarúgó karrierje. A továbbiakban az MTK az Újpest és a Paks játékosa is volt. Legnagyobb sikerét az Újpesttel érte el, 2018-ban kupagyőztes lett. 2021-ben a  Mezőkövesdhez igazolt, majd 2022-től kölcsönbe a Diósgyőrhöz került.

### A válogatottban
2016-ban az U21-es válogatottban 4 mérkőzésen játszott.

## Sikerei, díjai

### Klubcsapatokkal
Újpest FC
- Magyar kupagyőztes (1): 2017–18

 Diósgyőri VTK
- NB II bajnok (1): 2022–23